# Оптический пинцет

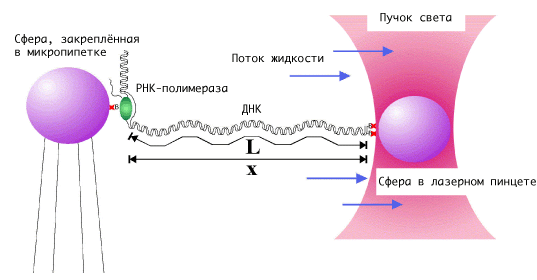
Схема использования оптического пинцета в изучении РНК-полимеразы

Опти́ческий пинце́т (англ. optical tweezers), иногда «лазерный пинцет» или «оптическая ловушка» — оптический инструмент, который позволяет манипулировать микроскопическими объектами с помощью лазерного света (обычно испускаемого лазерным диодом). Он позволяет прикладывать к диэлектрическим объектам силы от фемтоньютонов до наноньютонов и измерять расстояния от нескольких нанометров до микрометров. В последние годы оптические пинцеты начали использовать в биофизике для изучения структуры и принципа работы белков.
В 2018 году нобелевская премия по физике «за изобретение оптического пинцета и его применение в биологических системах» была присуждена создателю оптического пинцета Артуру Эшкину.

## История
Ещё в XVII веке немецкий астроном Иоганн Кеплер, исходя из наблюдений за хвостами комет при приближении к Солнцу, предположил, что свет может оказывать давление на вещество. Хотя позже оказалось, что это не единственный механизм этого отклонения, идея Кеплера оказалась плодотворной для развития астрономии. Например, было показано, что световое (радиационное давление) — один из самых главных механизмов, которые отвечают за динамику частиц в межзвёздном пространстве.
Через два столетия после исследований Кеплера Джеймс Максвелл рассчитал значение светового давления с помощью своей теории электромагнитных явлений. Этот эффект был экспериментально измерен в 1910 году российским физиком Петром Лебедевым, который продемонстрировал, что свет оказывает давление на тела.
В 1970 году описание действия сил, связанных с рассеиванием и градиентами интенсивности света на частицы микронных размеров, было опубликовано в научной литературе Артуром Ашкином (англ. Arthur Ashkin), сотрудником Bell Labs.
Много позже Ашкин и коллеги сообщили о первом наблюдении того, что в настоящий момент называется оптической ловушкой, то есть сфокусированного пучка света, способного к удержанию микроскопических частиц (10 нм — 10 мкм) неподвижно в трёх измерениях.
Подобный принцип используется и для лазерного охлаждения — метода, который позволил довести температуру атомов в оптической ловушке до наименьших значений, недосягаемых другими средствами. Метод был предложен советским физиком Летоховым в 1968 году и реализован той же группой Ашкина в 1978 году. Исследовательскую работу продолжил Стивен Чу (англ. Steven Chu) (в прошлом сотрудник Ашкина), который за эту работу получил Нобелевскую премию в 1997 году.
В 1980-х годах Стивен Блок (англ. Steven Block) и Говард Берг (англ. Howard Berg) впервые применили технологию оптического пинцета в биологии, используя её, чтобы удержать бактерию с целью изучения бактериальных жгутиков. Уже в 1990-х годах исследователи, такие как Карлос Бустаманте (англ. Carlos Bustamante), Джеймс Спудич (англ. James Spudich) и Стивен Блок применили принцип оптической силовой спектроскопии, чтобы характеризовать биологические двигатели молекулярного масштаба. Эти молекулярные моторы встречаются повсеместно в биологии, и отвечают за передвижение клеток, изменение их формы и за транспорт в пределах клетки. Оптические ловушки позволили этим[уточнить] биофизикам наблюдать силы и динамику молекулярных моторов на примере одной молекулы. Оптическая силовая спектроскопия позволила лучше понять стохастическую (случайную) природу этих преобразующих энергию молекул.[уточнить]
Оптический пинцет оказался полезными также и в других областях биологии. Например, в 2003 году метод оптического удержания был использован для сортировки клеток. Создавая большую оптическую интенсивность над образцом, клетки можно сортировать по их собственным оптическим характеристикам. Оптический пинцет также используется для исследования белков, формирующих цитоскелет, измерения вязкости и упругости биополимеров и изучения движения клеток.

## Физические принципы
Объекты, представляемые в виде маленьких диэлектрических сфер взаимодействуют с электрическим полем, созданным световой волной, за счёт индуцированного на сфере дипольного момента. В результате взаимодействия этого диполя с электрическим полем электромагнитной волны объект перемещается вдоль градиента электрического поля. Кроме градиентной силы, на объект также действует сила, вызванная давлением (отражением) света от его поверхности. Эта сила толкает сферу по направлению пучка света. Однако, если луч света сильно сфокусирован, величина градиента интенсивности может быть больше величины давления света.
Более детальный анализ основан на двух механизмах, предложенных Ашкином, в зависимости от размера частицы. Из теории рассеяния света известно, что механизм рассеяния света частицей зависит от соотношения размеров частицы и длины световой волны. Если размер рассеивающих частиц намного меньше, чем длина волны света, то имеет место рэлеевское рассеяние. Когда свет рассеивается на частицах (пыль, дым, водные капельки), которые имеют размер больше, чем длина волны, это рассеяние Ми (по имени немецкого физика Густава Ми). Рассеяние Ми отвечает за белый и серый цвет облаков.
Придерживаясь той же идеи, Ашкин предложил, что для математического анализа оптического микроманипулирования можно использовать два разных метода, а именно: подходом физической оптики для миевских частиц (когда диаметр частицы больше длины волны света d > λ) и в приближении электрического диполя для релеевских частиц (d < λ).

### Физическая оптика

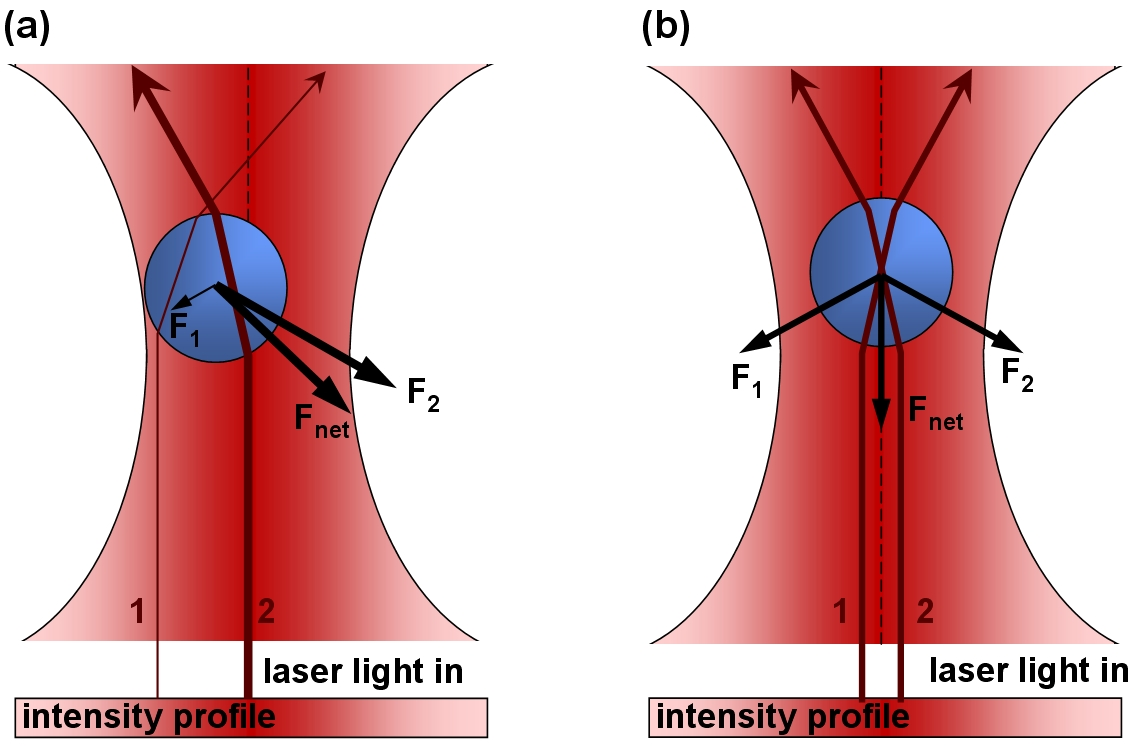
Объяснение на основе физической оптики. Когда шар смещается от центра пучка, как на рисунке (a), наибольшее изменение импульса лучей с большей интенсивностью вызывает появление силы, направленной к центру ловушки. Когда шар расположен в центре пучка, как показано на рисунке (b), сила указывает в сторону сужения

При анализе с использованием физической оптики рассмотрение процессов преломления и отражения света от микросферы достаточно, чтобы проанализировать втягивание в оптическую ловушку (см. рисунок справа).
Самый простой расчёт действующих сил в пределах подхода физической оптики основывается на геометрической оптике. Рассмотрение луча указывает на изменение импульса света при отражении и преломлении. Таким образом, это изменение импульса (фотона как частицы), согласно второму закону Ньютона, будет приводить к возникновению силы.
Используя простую диаграмму лучей и вектора силы, можно показать, что на микросферу действуют две разные оптические силы благодаря инерции падающего и преломлённого света. Как это видно из диаграммы, результирующая сила толкает сферу в направлении области наивысшей интенсивности луча. Такая сила называется градиентной силой.
Ашкин в своём первом эксперименте использовал милливаттный гауссов пучок одномодового (TEM00) аргонового лазера с длиной волны 514,5 нм, сфокусированного в пятно диаметром w0 = 6,2 мкм. Он двигал с помощью этого пучка латексные сферы диаметром 0,51; 1,31 и 2,68 мкм в воде и воздухе. Для сфер радиуса r = 1,31 мкм, помещённых в воду, и мощности лазера P = 19 мВт скорость сфер достигала 26 мкм/с. А из оценки по формуле
{\displaystyle v={\frac {2qPr}{3\pi cw_{0}^{2}\eta }},}
где q — доля света, эффективно отражённого от сферы (0,062), c — скорость света, η — динамическая вязкость жидкости (1 мПа·с для воды) получилось 29 мкм/с. А соответствующая сила, действующая на частицу, получается из закона Стокса
{\displaystyle F=6\pi r\eta v}
и составляет 730 фН.
В воздухе максимальная скорость для капель воды диаметром 5 мкм при мощности лазера 50 мВт составила 0,25 см/c.
Чтобы исследуемый объект был неподвижен, необходимо скомпенсировать силу, вызванную давлением света. Это можно сделать за счёт двух встречных пучков света, которые толкают сферу в противоположных направлениях, или с помощью сильно сфокусированного гауссового пучка (с высокой числовой апертурой, NA > 1,0), чтобы компенсировать давление света высокой градиентной силой.
С другой стороны, в релеевском режиме частицы не ограничены по форме. Вообще, для наименьших частиц нужна наименьшая сила притягивания. В большинстве случаев для объяснения рабочего механизма лазерного пинцета для любой формы частиц используют модель приведённого диполя. Электромагнитное излучение будет индуцировать дипольный момент, или поляризацию, в диэлектрической частице. Сила взаимодействия этого диполя со светом приводит к градиентной силе притягивания.
Подробная информация о приборе оптической ловушки лаборатории Стивена Блока размещена на сайте Стэнфордского университета.

### Приближение электрического диполя
В случаях, когда диаметр пойманной в ловушку частицы значительно меньше, чем длина волны света, условия удовлетворяют условию рассеивания Рэлея, и частицу можно рассмотреть как точечный диполь в неоднородном электромагнитном поле. Сила, действующая на заряжённую частицу в электромагнитной области, известна как сила Лоренца:
{\displaystyle \mathbf {F} _{1}=q\left(\mathbf {E} _{1}+{\frac {d\mathbf {x} _{1}}{dt}}\times \mathbf {B} \right).}
Сила действующая на диполь вычисляется по сумме сил, действующих на отдельные заряды: {\displaystyle \mathbf {F} =\mathbf {F} _{1}+\mathbf {F} _{2}},
{\displaystyle \mathbf {F} =q\left(\mathbf {E} _{1}(x,y,z)-\mathbf {E} _{2}(x,y,z)+{\frac {d(\mathbf {x} _{1}-\mathbf {x} _{2})}{dt}}\times \mathbf {B} \right).}
Из-за малости расстояния {\displaystyle \mathbf {d} =\mathbf {x} _{1}-\mathbf {x} _{2}} между зарядами в диполе можно разложить электрическое поле вблизи первого заряда:
{\displaystyle \mathbf {F} =q\left(\mathbf {E} _{1}(x,y,z)+(\mathbf {d} \cdot \nabla )\mathbf {E} -\mathbf {E} _{1}(x,y,z)+{\frac {d\mathbf {d} }{dt}}\times \mathbf {B} \right).}
Заметьте, что {\displaystyle \mathbf {E} _{1}} сокращается. Раскрывая скобки и заменяя произведение заряда {\displaystyle q} на расстояние {\displaystyle \mathbf {d} } поляризацией диполя {\displaystyle \mathbf {p} =q\mathbf {d} }, получим
{\displaystyle \mathbf {F} =(\mathbf {p} \cdot \nabla )\mathbf {E} +{\frac {d\mathbf {p} }{dt}}\times \mathbf {B} =\alpha \left[(\mathbf {E} \cdot \nabla )\mathbf {E} +{\frac {d\mathbf {E} }{dt}}\times \mathbf {B} \right],}
где во втором равенстве предположено, что поляризация частицы является линейной функцией электрического поля (то есть {\displaystyle \mathbf {p} =\alpha \mathbf {E} }).
Если теперь использовать уравнение из векторного анализа
{\displaystyle (\mathbf {E} \cdot \nabla )\mathbf {E} =\nabla \left({\frac {1}{2}}E^{2}\right)-\mathbf {E} \times (\nabla \times \mathbf {E} )}
и одно из уравнений Максвелла,
{\displaystyle \nabla \times \mathbf {E} =-{\frac {\partial \mathbf {B} }{\partial t}},}
то получим
{\displaystyle \mathbf {F} =\alpha \left[{\frac {1}{2}}\nabla E^{2}+{\frac {d}{dt}}(\mathbf {E} \times \mathbf {B} )\right].}
Второе слагаемое в последнем равенстве — производная по времени величины, которая связана через постоянный множитель с вектором Пойнтинга, который описывает мощность излучения проходящего через единичную площадку. Предполагая, что мощность лазера не зависит от времени, производная этого слагаемого — ноль, и сила запишется в виде
{\displaystyle \mathbf {F} ={\frac {1}{2}}\alpha \nabla E^{2}.}
Квадрат величины электрического поля равен интенсивности луча как функция координат. Поэтому результат указывает, что сила, действующая на диэлектрическую частицу, в приближении точечного диполя является пропорциональной градиенту интенсивности пучка. Другими словами, описанная здесь сила приводит к притяжению частицы в область с самой высокой интенсивностью. В действительности сила, возникающая при рассеянии света зависит линейно от интенсивности луча, поперечного сечения частицы и показателя преломления среды, в которой находится ловушка (например, вода), работает против градиентной силы в осевом направлении ловушки, приводя к тому, что равновесное положение смещается немного вниз от положения максимума интенсивности.

## Лазерный пинцет, основанный на альтернативных режимах работы лазера
Со времени изобретения первого лазерного пинцета, основанного на одном гауссовом пучке (фундаментальная лазерная мода TEM00) А. Ашкином в 1986 году концепция одномодовых лазерных пучков развилась за счёт использования лазерных мод высокого порядка, то есть эрмит-гауссовых пучков (TEMnm), лагерр-гауссовых пучков (LG, TEMpl) и бесселевых пучков (Jn).
Лагерр-гауссовы пучки обладают уникальным свойством втягивать в оптическую ловушку оптически отражающие и поглощающие частицы. Пучки с круговой поляризацией имеют спиновый орбитальный момент и могут вращать частицы. У лагерр-гауссовых пучков также есть собственный угловой момент, который может вращать частицы вокруг центра пучка. Этот эффект наблюдается без внешней механической или электрической регуляции луча.
Кроме лагерр-гауссовых пучков, бесселевы пучки как нулевого, так и высших порядков имеют орбитальный момент, а также уникальное свойство одновременно удерживать много частиц на некотором расстоянии.

## Мультиплексные лазерные пинцеты
Типичная установка имеет только один или два лазерных луча. Более сложные эксперименты требуют много ловушек, работающих одновременно. Этого можно достичь, используя единственный лазер, свет которого проходит через акусто-оптический модулятор или через управляемые электроникой зеркала. С помощью этих устройств лазерное излучение можно разделить во времени на несколько лучей, а с помощью дифракционных оптических элементов — разбить на несколько лучей в пространстве.

## Лазерные пинцеты, основанные на оптических волокнах
В этом типе устройств лазерное излучение подаётся через оптическое волокно. Если один конец оптического волокна формирует поверхность, похожую по свойствам на линзу, это позволит сфокусировать свет в оптической ловушке с большой числовой апертурой.
Если же концы волокна не выпуклы, лазерный свет будет отклоняться, и потому стабильная оптическая ловушка может быть создана только с помощью двух концов волокон по обе стороны от оптической ловушки, и балансирующих градиентных сил и давлений света. Градиентные силы удерживают частицы в поперечном направлении, тогда как осевая оптическая сила возникает от давления двух встречных пучков света, которые выходят и распространяются из двух оптических волокон. Равновесное положение сферы вдоль оси z в такой ловушке — положение, где давления света равняются друг другу. Такие лазерные пинцеты были впервые созданы А. Констеблем и Дж. Гюком, которые использовали эту методику для растяжения микрочастиц. Манипулируя входной мощностью из обоих концов оптоволокна, возможно регулировать растягивающую силу. Такую систему можно использовать, чтобы измерять вязкость и эластичность клеток с чувствительностью, достаточной, чтобы различить разные цитоскелеты, например, эритроцитов человека и фибробластов мышей. Недавние исследования достигли большого успеха в дифференциации раковых клеток от нормальных.

## Оптические пинцеты в сортировке клеток

Общая схема оптического пинцета с основными элементами

Одна из наиболее распространённых систем сортировки клеток использует метод флуоресцентной проточной цитометрии. В этом методе суспензия биологических клеток сортируется в несколько контейнеров согласно флюоресцентным характеристиках каждой клетки в потоке. Процесс сортировки контролируется электростатической системой отклонения, которая направляет клетку к определённому контейнеру изменением напряжения приложенного электрического поля.
В оптически управляемой системе сортировки клетки пропускают через двух- или трёхмерные оптические решётки. Без индуцируемого электрического напряжения клетки сортируются по их свойствам преломления света. Группа исследователей под руководством Кишана Долакиа разработала методику использования дифракционной оптики и других оптических элементов для создания таких оптических решёток. С другой стороны, группа учёных из университета города Торонто построила автоматическую сортировальную систему, используя пространственный модулятор света.
Главный механизм сортировки — расположение узлов оптической решётки. Когда поток клеток проходит через оптические решётки, силы трения частиц непосредственно конкурируют с оптической градиентной силой от соседнего узла оптической решётки. Изменяя расположение узлов, возможно создать оптическую дорожку, по который будут двигаться клетки. Но такая дорожка будет эффективной только для клеток с определённым коэффициентом преломления, которые и будут эффективно отклоняться. Регулируя скорость потока клеток и мощность света, возможно получить хорошую оптическую сортировку клеток.
Соревнование сил в системе сортировки нуждается в точной юстировке, чтобы достичь высокой эффективности оптической сортировки. В настоящий момент в Сент-Эндрюсском университете создана большая исследовательская группа для работы над этой проблемой. В случае успеха эта технология сможет заменить традиционную флюоресцентную сортировку клеток.

### Лазерные пинцеты, основанные на затухающих полях
Затухающее поле — электромагнитное поле, которое проникает вглубь вещества, например при полном внутреннем отражении. Электрическое поле в световой волне затухает по экспоненте. Затухающее поле нашло целый ряд применений в оптической микроскопии нанометровых объектов, оптическая микроманипуляция (лазерные пинцеты) становятся ещё одним его приложением.
В лазерных пинцетах непрерывное затухающее поле может быть создано, когда свет распространяется через оптический волновод (многократное полное внутреннее отражение). Результирующее затухающее поле имеет направленный импульс и может двигать микрочастицы вдоль направления своего распространения. Этот эффект был открыт учёными С. Каватой и Т. Сугиурой в 1992 году. Они показали, что поле может связывать частицы, находящиеся на расстоянии около 100 нм. Это прямое связывание поля рассматривается как туннелирование фотонов через промежуток между призмой и микрочастицами. В результате возникает направленная оптическая сила.
Недавняя версия лазерных пинцетов основанных на затухающем поле использует большую поверхность с оптической решёткой, что позволяет одновременно связывать много частиц и направлять их в желаемом направлении без использования волновода. Эта методика названа «безлинзовая оптическая ловушка» (англ. lensless optical trapping, LOT). Точно направленному движению частиц помогает решётка Рончи (англ. Ronchi ruling) или создание чётких оптических потенциальных ям в стеклянной пластинке. В настоящий момент учёные также работают над фокусировкой затухающих полей.

## Непрямой подход к оптическим пинцетам
Ещё один вариант манипулирования микрочастицами с помощью света был разработан Минг Ву (англ. Ming Wu), профессором факультета Радиотехники и информатики в Калифорнийском университете. Его система не использует световой импульс непосредственно. В отличие от этого, в построенной им системе, частицы, которыми нужно манипулировать, расположены неподалёку от стеклянной пластинки, покрытой фотопроводящим веществом. На эту пластинку подается небольшое напряжение с целью создания электростатического заряда на частицах. Фотопроводящая пластинка освещается светодиодами, мощность которых может модулироваться, проецируя на поверхность любое динамическое изображение. Под действием света фотопроводящая поверхность заряжается, начиная притягивать или отталкивать частицы. Процесс манипуляции выполняется посредством изменения электрического поля и включается с помощью спроектированного изображения.
Одно из применений этого метода — сортировка живых и мёртвых клеток. Сортировка основывается на том, что живые клетки наполнены электролитом, а мёртвые — нет, и их можно легко разделить. Эта система позволяет манипулировать 10000 клеток или частиц одновременно.

### Оптическое связывание
Когда множество микрочастиц поддерживается монохроматическим лазерным пучком, расположение микрочастиц в пределах оптической ловушки зависит от перераспределения оптических сил между частицами. Можно сказать, что кластер микрочастиц связывается вместе светом. Первые эксперименты по оптическому связыванию были поставлены в лаборатории Евгения Головченко в Гарвардском университете.

## Измерение оптических сил
В настоящее время сила притягивания может быть измерена как на одно-, так и на двухпучковых лазерных пинцетах (фотонный силовой микроскоп). Недавно начались работы по измерению оптических сил в голографических лазерных пинцетах, чтобы достичь высокой точности позиционирования ловушек для отдельных атомов.
Основной принцип измерения оптической силы лазерных пинцетов — передача импульса света, связанная с преломлением света на частицах. Изменение направления распространения света как в поперечном, так и в продольному направлении обеспечивает силу, которая действует на объект. Поэтому наименьшая поперечная сила может быть измерена по отклонению пучка, который прошёл сквозь частицу. Такое отклонение может быть легко измерено с помощью детектора осевого положения, самый простой из которых — квадрантный фотодиод: пластинка, разделённая на четыре сектора, с пучком света сфокусированным в её центре. При частице в центре на секторы падает свет равной мощности, но если на частицу действует сила, мощности уже не будут равны, и их разница пропорциональна этой силе.
Такой принцип может применяться с любыми лазерными пинцетами. Наибольшей проблемой при таких измерениях будет броуновское движение (шум). Тем не менее силы порядка пиконьютона и сдвиг порядка нанометров обычно можно измерить.

## Коммерческие системы оптических пинцетов
- Arryx Архивная копия от 6 декабря 2005 на Wayback Machine
- Cell Robotics Архивная копия от 11 июля 2007 на Wayback Machine
- Elliot Scientific Архивная копия от 5 июля 2007 на Wayback Machine
- MMI Molecular Machines & Industries Архивная копия от 11 июля 2007 на Wayback Machine
- PALM
- JPK Архивная копия от 18 апреля 2018 на Wayback Machine